# Antoine Émile Henry Labeyrie
Antoine Émile Henry Labeyrie (Paris, 12 de maio de 1943) é um astrônomo francês. Desde 1991 é professor da cátedra de astrofísica observacional do Collège de France.
Antoine Émile Henry Labeyrie é graduado pela École supérieure d'optique. Inventou a interferometria speckle, e trabalha com interferômetros astronômicos. Labeyrie concentrou-se particularmente na utilização da combinação de feixes de  "óptics diluída" ou "pupilas densificadas" de um tipo semelhante, mas em maior escala, daquele usado por Albert Abraham Michelson para medir os diâmetros de estrelas na década de 1920, em contraste com outros pesquisadores de interferômetros astronômicos, que geralmente comutaram para a combinação de feixes pupila-plano nas décadas de 1980 e 1990.